# Торрихос Эспино, Мартин
Мартин Эрасто Торрихос Эспино (исп. Martín Erasto Torrijos Espino; 18 июля 1963, Читре, Эррера, Панама) — президент Панамы с 1 сентября 2004 до 1 июля 2009 года.

## Биография
Сын Омара Торрихоса, главнокомандующего армией Панамы и фактического лидера страны с 1968 по 1981. Заместитель министра внутренних дел и юстиции в 1994—1999 в правительстве президента Эрнесто Переса Бальядареса. В 1999 на президентских выборах проиграл Мирейе Москосо, правительство которой к концу пятилетнего срока было чрезвычайно непопулярно. В 2004 как кандидат от Демократической революционной партии одержал победу на президентских выборах, победив экс-президента, кандидата Партии солидарности Гильермо Эндару. Проводил реформы: налоговые, социального обеспечения, банковской системы, таможенного режима, иммиграционного режима, туристического сектора, системы государственных заказов и глубокие реформы в области безопасности.
Был разработан проект расширения Панамского канала, поддержанный на референдуме 80% населения. М. Торрихос поддерживал идею предоставления Пуэрто-Рико независимости от США.
3 мая 2009 года на очередных президентских выборах победу одержал представитель оппозиции, 57-летний владелец сети супермаркетов Рикардо Мартинелли. Он представлял консервативную партию «Демократическая перемена» (Cambio Democrático). Представительница правящей Революционно-демократической партии (Partido Revolucionario Democrático) Бальбина Эррера потерпела поражение. Мартин Торрихос не мог участвовать в выборах ввиду того, что конституция ограничивает период президентства одним сроком.

## Награды
- Национальный орден Хосе Марти (Куба, 5 января 2009)
- Медаль Восточной Республики Уругвай (Уругвай, 2008)[4]
- Цепь ордена Ацтекского орла (Мексика, 2005)[5]